# Dikgang Moseneke
Dikgang Ernest Moseneke (Pretoria, 25 maart 1939) is een Zuid-Afrikaans rechtsgeleerde en voormalig rechter van het Constitutioneel Hof van Zuid-Afrika.

## Leven en carrière
Moseneke werd geboren in Pretoria en ging er naar het lager en voortgezet onderwijs. Op veertienjarige leeftijd sloot hij zich aan bij het Pan-Afrikaans Congres (PAC). Het jaar daarop werd hij gearresteerd, gevangen gezet en veroordeeld voor het deelnemen aan de anti-apartheidsbeweging. Hij zat daarom een tienjarige gevangenisstraf uit op Robbeneiland, waar hij bevriend raakte met Nelson Mandela en andere mensenrechtenactivisten. Ondanks zijn gevangenschap behaalde hij zijn Bachelor of Arts in Engels en politieke wetenschap en een graad in rechtsgeleerdheid. Later behaalde hij eveneens zijn Bachelor of Laws aan de Universiteit van Zuid-Afrika.
Moseneke begon zijn professionele carrière als medewerker van het advocatenbureau Klagbruns Inc in Pretoria. In 1978 werd hij toegelaten tot de advocatuur en werkte de vijf jaar erna voor de firma Maluleke, Seriti en Moseneke. In 1983 werd bij toegelaten tot de Balie van Pretoria. Moseneke werkte daarna als advocaat in Johannesburg en Pretoria en verkreeg tien jaar later de status van senior raadslid. Moseneke werkte ondergronds voor de PAC in de jaren 80 en werd de adjunctpresident van de partij toen deze in 1990 werd gelegaliseerd. Moseneke diende ook voor het technisch comité dat verantwoordelijk was voor het opstellen van de interim-grondwet van 1993. In 1994 werd hij aangewezen als adjunct-raadslid van de Onafhankelijke Verkiezingscommissie die de eerste democratische verkiezingen in Zuid-Afrika uitvoerde.
In november 2001 werd Moseneke aangesteld als rechter in de Hogere Rechtbank van Pretoria door toenmalig president Thabo Mbeki. Een jaar later werd hij rechter van het Constitutioneel Hof van Zuid-Afrika en in 2005 werd hij er tot adjunct-hoofdrechter verheven. Daarnaast diende Moseneke tussen 4 november 2013 en 31 maart 2014 als hoofdrechter, tijdens het langdurig verlof van Mogoeng Mogoeng.
Moseneke beëindigde zijn carrière bij het Constitutioneel Hof in mei 2016.